# Guatemala International 2022
Die Guatemala International 2022 im Badminton fanden vom 27. September bis zum 2. Oktober 2022 in Guatemala-Stadt statt.

## Sieger und Platzierte
| Disziplin    | Gold                              | Silber                                        | Bronze                                            |
| ------------ | --------------------------------- | --------------------------------------------- | ------------------------------------------------- |
| Herreneinzel | Giovanni Toti                     | Uriel Canjura                                 | Bernardo Atilano                                  |
| Herreneinzel | Giovanni Toti                     | Uriel Canjura                                 | Lino Muñoz                                        |
| Dameneinzel  | Hristomira Popovska               | Vanessa Maricela Garcia Contreras             | Alejandra José Paiz Quân                          |
| Dameneinzel  | Hristomira Popovska               | Vanessa Maricela Garcia Contreras             | Nikte Sotomayor                                   |
| Herrendoppel | Anibal Marroquín Jonathan Solís   | Rubén Castellanos Christopher Martínez        | Jose Luis Granados Morales Antonio Emanuel Ortiz  |
| Herrendoppel | Anibal Marroquín Jonathan Solís   | Rubén Castellanos Christopher Martínez        | William Hu Jacob Zhang                            |
| Damendoppel  | Sharon Au Jeslyn Chow             | Diana Corleto Soto Nikte Sotomayor            | Fernanda Munar Solimano Rafaela Munar Solimano    |
| Damendoppel  | Sharon Au Jeslyn Chow             | Diana Corleto Soto Nikte Sotomayor            | Alejandra José Paiz Quân Mariana Isabel Paiz Quan |
| Mixed        | Jonathan Solís Diana Corleto Soto | Christopher Martínez Mariana Isabel Paiz Quan | Colin Jia Sharon Au                               |
| Mixed        | Jonathan Solís Diana Corleto Soto | Christopher Martínez Mariana Isabel Paiz Quan | Ivan Li Jeslyn Chow                               |